# 广叶偏蒴藓
广叶偏蒴藓（学名：Ectropothecium obtusulum），又名钝头偏蒴藓，为灰藓科偏蒴藓属下的一个种。

## 扩展阅读
- 維基物種上的相關：广叶偏蒴藓